# Ендоканабіноїдний енхансер
Ендоканабіноїдний енхансер ( eCBE ) — це тип канабіміметичного лікарського препарату, що підвищує активацію ендоканабіноїдної системи шляхом збільшення позаклітинної концентрації ендоканабіноїдів. Прикладами ендоканабіноїдних енхансерів є речовини що зменшують розщеплення ендоканабіноїдів, такі як інгібітори амід гідролази жирних кислот (FAAH), інгібітори моноацилгліцеролліпази (MAGL) та інгібітори ендоканабіноїдного транспортера (eCBT) або інгібітори зворотного захоплення ендоканабіноїдів. Прикладом фактичного ендоканабіноїдного енхансера є AM404, активний метаболіт анальгетику парацетамолу (ацетамінофен; Тайленол) якиє є подвійним інгібітором амід гідролази жирних кислот (FAAH) та відповідно ендоканабіноїдним енхансером.

## Дивись також
- Канабіноїдний рецептор
- Синтетичні канабіноїди
- Антагоніст канабіноїдних рецепторів